# Linezolid
Linezolid (Handelsname Zyvoxid), eingetragene Marke der Herstellerfirma Pfizer, ist ein Antibiotikum und gehört zur Gruppe der Oxazolidinone, einer der neuesten verfügbaren Antibiotikagruppen.

## Pharmakologie

### Wirkmechanismus
Linezolid wirkt durch Hemmung der bakteriellen Proteinbiosynthese an der 23 S-rNA der 50S-Untereinheit des bakteriellen Ribosoms. Das hat zur Folge, dass es zur Veränderung der fMet-tRNA-Bindungsstelle kommt. Dabei behindert es im Gegensatz zu anderen Antibiotika bereits den Beginn der Proteinsynthese.

### Anwendungsgebiet und Wirkspektrum
Im Bereich der durch grampositive Bakterien verursachten Infektionen ist Linezolid innerhalb von kurzer Zeit zu einem sehr wichtigen neuen Reserveantibiotikum geworden. Linezolid ist das einzige intravenös und oral verfügbare MRSA-wirksame Antibiotikum. Es spielt neben dem schon vor Jahrzehnten eingeführten MRSA-Standardantibiotikum Vancomycin heute eine wichtige Rolle insbesondere bei schweren MRSA-Hospitalinfektionen und der multiresistenten Tuberkulose.
- Spektrum der empfindlichen Keime: Staphylokokken, darunter S. aureus einschließlich Methicillin-resistenter Stämme (MRSA), Enterokokken incl. Vancomycin-resistenter Stämme (VRE), Streptokokken inkl. Penicillin-resistenter Stämme
- Klinische Anwendung: Linezolid ist zugelassen zur Behandlung
  - nosokomialer und ambulant erworbener Pneumonien, sowie
  - schwerer Haut- und Weichteilinfektionen (wenn die mikrobiologische Untersuchung ergeben hat, dass die Infektion durch Linezolid-empfindliche grampositive Erreger verursacht ist).

### Nebenwirkungen
Nebenwirkungen sind Knochenmarkssuppression und somit Thrombozytopenie, Anämie und Neutropenie. Ebenfalls wird von Kopfschmerzen und Magen-Darm-Irritationen berichtet.

### Wechselwirkungen
Linezolid erhöht über eine Hemmung der Monoaminoxidase den Serotoninspiegel im zentralen Nervensystem. Infolgedessen kann in Komedikation mit anderen, den Serotoninspiegel steigernden Medikamenten, wie den weit verbreiteten Antidepressiva vom SSRI-Typ, ein potentiell lebensbedrohliches Serotoninsyndrom eintreten.

### Pharmakokinetik
Linezolid kann intravenös oder oral ohne Dosisanpassungen und unabhängig von der Nahrungsaufnahme gegeben werden. Es ist dabei zu 100 % bioverfügbar. Bei empfohlener Dosierung und oraler Gabe liegen die maximalen Plasmaspiegel nach ein bis zwei Stunden oberhalb der Hemmkonzentrationen für die wichtigsten grampositiven Erreger, bei intravenöser Anwendung bereits nach 30 Minuten. Die Halbwertszeit beträgt etwa 5 Stunden.

## Geschichte
Die Gruppe der Oxazolidinon-Antibiotika wurde von Forschern der Firma DuPont entwickelt und 1987 veröffentlicht. Die Stoffe sollten ursprünglich gegen pflanzenpathogene Bakterien in der Landwirtschaft eingesetzt werden. Frühzeitig wurden jedoch eine bakteriostatische Wirkung auf humanpathogene Staphylokokken und Enterokokken sowie bakterizide Eigenschaften gegenüber Streptokokken entdeckt. Das Pharmaunternehmen Upjohn entwickelte den Wirkstoff Linezolid. Im April 2000 erteilte die Food and Drug Administration (FDA) die Zulassung für Linezolid in den USA. Upjohn ist nach einigen Übernahmen und Zusammenschlüssen seit 2002 Teil von Pfizer.
Inzwischen gibt es auch andere Hersteller für Präparate mit diesem Wirkstoff (z. B. Puren).
Im Jahr 2003 erhielt Linezolid den Galenus-von-Pergamon-Preis.